# Zwiastowanie (obraz Mistrza Jerzego)
Zwiastowanie – obraz namalowany w 1517 roku przez Mistrza Jerzego. Jest środkową częścią tryptyku wykonanego dla kolegiaty św. Michała na Wawelu na zlecenie ks. Jakuba Monopedesa. Skrzydła boczne ołtarza przechowywane są w kościele św. Krzyża w Krakowie. U stóp Archanioła ukazany jest fundator obrazu w klęczącej pozie. W stule Archanioła widnieje fragment tekstu modlitwy żałobnej odmawianej w Wielki Piątek, co jest antycypacją przyszłej męki Chrystusa. Obraz sygnowany jest literą G (Georgius).